# Anastassija Sergejewna Kurotschkina
Anastassija Sergejewna Kurotschkina (russisch Анастасия Сергеевна Курочкина; * 26. Oktober 2000) ist eine russische Snowboarderin. Sie startet in den Paralleldisziplinen.

## Werdegang
Kurotschkina startete im Oktober 2015 in Landgraaf im Europacup erstmals international und belegte dabei die Plätze 34 und 31 im Parallelslalom. Im Jahr 2016 holte sie im Parallel-Riesenslalom in Stara Planina ihren ersten Sieg im Europacup und errang bei den Juniorenweltmeisterschaften in Rogla den 11. Platz im Parallelslalom. Im folgenden Jahr gewann sie beim Europäischen Olympischen Winter-Jugendfestival in Erzurum die Silbermedaille im Parallel-Riesenslalom. Bei den Snowboard-Juniorenweltmeisterschaften 2017 in Klinovec wurde sie Achte im Parallel-Riesenslalom und Siebte im Parallelslalom. Im September 2018 holte sie bei den Juniorenweltmeisterschaften in Cardrona die Silbermedaille im Parallelslalom und errang zudem den neunten Platz im Parallel-Riesenslalom. Zu Beginn der Saison 2018/19 startete sie im Carezza erstmals im Weltcup und belegte dabei den 14. Platz im Parallel-Riesenslalom. Im weiteren Saisonverlauf erreichte sie in Moskau mit dem dritten Platz im Parallelslalom ihre erste Podestplatzierung im Weltcup und zum Saisonende den 17. Platz im Parallelweltcup und den 11. Rang im Parallelslalom-Weltcup. Zudem gewann sie in der Saison dreimal im Europacup und errang damit den siebten Platz in der Parallelwertung und den vierten Platz in der Parallelslalomwertung. Bei den Snowboard-Juniorenweltmeisterschaften 2019 in Rogla holte sie im Parallelslalom und im Teamwettbewerb zusammen mit Dmitri Loginow jeweils die Bronzemedaille und die Goldmedaille im Parallel-Riesenslalom. In den folgenden Jahren wurde sie bei den Snowboard-Juniorenweltmeisterschaften 2020 in Lachtal Neunte im Parallelslalom und Fünfte im Parallel-Riesenslalom und belegte bei den Snowboard-Weltmeisterschaften 2021 in Rogla den 25. Platz im Parallel-Riesenslalom sowie den 20. Rang im Parallelslalom. In der Saison 2021/22 kam sie mit Platz drei im Parallelslalom in Bannoye erneut im Weltcup aufs Podest und erreichte zum Saisonende den 22. Platz im Parallel-Weltcup.

## Weltcup-Gesamtplatzierungen
| Saison  | Parallel | Parallel | Parallel-Riesenslalom | Parallel-Riesenslalom | Parallelslalom | Parallelslalom |
| Saison  | Punkte   | Platz    | Punkte                | Platz                 | Punkte         | Platz          |
| ------- | -------- | -------- | --------------------- | --------------------- | -------------- | -------------- |
| 2018/19 | 2210     | 17.      | 1170                  | 16.                   | 1040           | 11.            |
| 2019/20 | 859,7    | 26.      | 280                   | 32.                   | 579,7          | 15.            |
| 2020/21 | 141      | 18.      | 51                    | 25.                   | 90             | 13.            |
| 2021/22 | 107      | 22.      | 29                    | 30.                   | 78             | 12.            |